# Maria Fekter
Maria Fekter (Attnang-Puchheim, 1º febbraio 1956) è una politica austriaca.

## Biografia
Proviene da un'agiata famiglia che ha accumulato una notevole ricchezza lavorando nel settore della produzione della ghiaia.
Ha studiato presso l'Università Johannes Kepler di Linz dove ha conseguito un Dottorato di ricerca in Giurisprudenza nel 1979 ed una Laurea magistrale in Scienze economiche e sociali nel 1982.

## Attività politica
È un'esponente di spicco del Partito Popolare Austriaco. Ha ricoperto l'incarico di Ministro dell'Interno dal 2008 al 2013. In questo triennio ha mantenuto una linea dura su questioni come le politiche di immigrazione e di asilo diventando famosa come la "Lady di Ferro" austriaca.
Dal 2011 al 2013 è stata anche Ministro delle finanze in successione al suo compagno di partito Josef Pröll, ritiratosi a vita privata per gravi motivi di salute.